# El niño de la peonza
El niño de la peonza (en francés, L'enfant au toton) es un cuadro del pintor francés Jean Siméon Chardin. Está realizado en óleo sobre lienzo. Mide 67 cm de alto y 76 cm de ancho. Fue pintado en 1738, encontrándose actualmente en el Museo del Louvre, de París (Francia), que lo adquirió en 1907.
Es un retrato de Auguste-Gabriel, hijo menor del joyero Charles Godefroy. Se representa en el cuadro a un niño absorto en la contemplación del giro de una peonza. El juguete gira sobre la mesa en la que se apoya el niño. En esta mesa, en un segundo plano, pueden distinguirse libros, una pluma y un tintero.
Se trata, ante todo, de una imagen que está fuera del tiempo, la de un niño absorto en su mundo de juegos, ajeno a todo lo que le rodea. El siglo XVIII se caracterizó por el descubrimiento y valoración del mundo infantil, al que se concedió gran interés, como puede verse en las obras de Jean-Jacques Rousseau.
El cuadro consigue reflejar sosiego y la felicidad infantil.